# Yoyo Dodo
 (juillet 2017).
Si vous disposez d'ouvrages ou d'articles de référence ou si vous connaissez des sites web de qualité traitant du thème abordé ici, merci de compléter l'article en donnant les références utiles à sa vérifiabilité et en les liant à la section « Notes et références ».
Yoyo Dodo[réf. nécessaire] est un personnage des cartoons Looney Tunes. C'est un dodo fou. Il a été créé par Robert Clampett et Friz Freleng et sa première apparition date de 1938 dans le dessin animé Porky à Zinzinville (Porky in Wackyland).